# Martharörelsen
Martharörelsen är en organisation som bildades 1899 av Lucina Hagman med uppgift att bedriva upplysningsarbete bland Finlands husmödrar. 
Martharörelsen är tvåspråkig, och upplysningsarbetet skedde i form av föredrag och kurser av skiftande natur. Man ansåg att upplysningsarbetet var nödvändigt inför de hotande förryskningsåtgärderna. 
Föreningen Martha delades 1924 på grund av språkstriden, och därmed uppstod Marttaliitto och Finlands svenska marthaförbund. Samarbetet mellan de två förbunden sköts genom ett centralutskott med representanter för båda organisationerna. 
Verksamhetens art har senare blivit mer praktiskt betonad, men det ideella inslaget har hela tiden varit viktigt. Föreningen strävar att ge sina medlemmar insikter i sociala och kulturella frågor som handledning i angelägenheter som angår husmoderns dagliga gärning. 
Marttaliitto har sin centralbyrå i Helsingfors, där föreningen även äger ett hotell, Marttahotelli, som invigdes 1958. Där finns också en restaurang. Förbundets språkrör är tidskriften Emäntälehti, vilken grundades 1902, som numera heter Emäntälehti Martat.